# Galdralag
Das Galdralag ist ein altnordisches Versmaß, welches sich durch die Wiederholung von Versteilen auszeichnet. 

## Etymologie
Galdr bedeutet Zauber (vgl. Galster) und lag ist eine Art und Weise. Gadralag ist also die „Zauberweise“ oder das „Versmaß der Zaubersprüche“. Der Name Galdralag ist nur ein einziges Mal als Glosse belegt, die an den Rand der 100. bzw. 101. Strophe von Snorris Háttatal geschrieben wurde.

## Aufbau
Eine Galdralagstrophe ist im Prinzip eine Ljóðaháttrstrophe, bei der eine Vollzeile, eine zäsurlose Zeile, die in sich stabt, ganz oder in leichter Variation wiederholt wird:
| Gáttir allar, áðr gangi fram, um skoðask skyli, um skyggnast skyli, því at óvíst er at vita, hvar óvinir sitja á fleti fyrir. Hávamál, 1 | Anvers, Langzeile 1 Abvers Vollzeile 1 Vollzeile 2 Anvers, Langzeile 2 Abvers Vollzeile 3 Gliederung |  | Bei allen Türen, bevor man weiter geht, soll man herumblicken, soll man sich umsehen; denn es ist ungewiss, ob Feinde sitzen auf der Bank vor einem. Übersetzung (Arnulf Krause) |  |

Im oberen Beispiel folgt auf eine Langzeile, bestehend aus An- und Abvers, eine Vollzeile. Diese wird danach in leichter Variation wiederholt, bevor eine neue Langzeile beginnt.
Gerade die Wiederholung von Versteilen kennzeichnet das Galdraglag. Die Beispielstrophe von Snorri zeigt dies deutlich:
| Sóttak fremð, Sóttak fund konungs, Sóttak ítran jarl, þá er ek reist, þá er ek renna gat kaldan straum kili, kaldan sjá kili. Háttatal, 101 | Anvers, Langzeile 1 Abvers Vollzeile 1 Anvers, Langzeile 2 Abvers Vollzeile 2 Vollzeile 3 Gliederung |  | Suchte Ruhm, Suchte einen König zu finden, Suchte einen trefflichen Jarl, So bin ich gereist; So bin ich gefahren, Kiel auf kaltem Strom Kiel auf kaltem Meer Eigene Übersetzung |  |

In diesem Beispiel fällt auf, dass nicht alle Stäbe zum Vers gehören (Sóttak, þá). Sie staben natürlich trotzdem, aber eher als Zusatz denn als Regel. Die zugrunde liegende Regel ist immer noch die Ljóðaháttrstrophe mit einer doppelten Vollzeile (hier in der zweiten statt in der ersten Halbstrophe).

## Verwendung
Das Galdralag tritt in beschränktem Umfang in Teilen der Lieder-Edda auf, oft zusammen mit dem Ljóðaháttr. Beispiele für das Galdralag finden sich in den Götterliedern Hávamál (Str. 1, 105), Grímnismál (Str. 45), Skírnismál (Str. 29–32), Hárbarðslióð (Str. 18) und den Lokasenna (Str. 62, 65).
Snorri zitiert in Gylfaginning Kapitel 27 zwei Vollzeilen aus einer Strophe des sonst nicht überlieferten Heimdalargaldr (Heimdalls Zauberlied). Die beiden Vollzeilen wie auch der Name der Dichtung legen nahe, dass es in Galdraglagstrophen geschrieben wurde.
| Níu em ek mæðra mögr, níu em ek systra sonr. | Ich bin der Sohn von neun Müttern, ich bin der Sohn von neun Schwestern. |  |

Doch auch außerhalb der Eddas gibt es Nachweise. So steht auf einem der Holzstäbchen aus Bergen (B 380, Ende 12. Jh.):
| Heill sé þú ok í hugum góðum. Þórr þík þiggi. Óðinn þik eigi | Gesund seist du und guten Sinnes. Möge Thor dich annehmen. Möge Odin dich zu eigen machen |  |

Ob das Galdralag die ursprüngliche Form heidnisch-germanischer Zauberdichtung widerspiegelt, lässt sich nicht mit Gewissheit sagen, da nahezu keine heidnischen Zaubersprüche aus Skandinavien überliefert sind. In der Lieder-Edda finden sich zwar Erwähnungen und Beschreibungen von Zaubersprüchen (vgl. Hávamál Str. 146–163 und Grógaldr Str. 5–15), die Sprüche selbst aber nicht. In den genannten Passagen der Lieder-Edda tritt das Galdralag jedoch verstärkt auf, so dass die typischen Wiederholungen der Galdralagstrophen mit hoher Wahrscheinlichkeit auch für Zaubersprüche typisch waren.

## Parallelen zur west- und südgermanischen Zauberdichtung
Den ältesten Zaubersprüchen der althochdeutschen und altenglischen Überlieferung ist der feste metrische Aufbau einer Galdralagstrophe fremd. Wiederholungen sind jedoch auch hier ein essentieller Bestandteil der Zauberdichtung.
| thu biguol en uuodan, so he uuola conda: sose benrenki, sose bluotrenki, sose lidirenki: (Ausschnitt Zweiter Merseburger Zauberspruch) | da besprach ihn Wodan, wie nur er es verstand: Sei es Knochenverrenkung, sei es Blutverrenkung, sei es Gliedverrenkung: (Übersetzung) |  |

| Nu magon þas VIIII wyrta | wið nygon wuldorgeflogenum, wið VIIII attrum | and wið nygon onflygnum, wið ðy readan attre | wið ðy runlan attre, wið ðy hwitan attre | wið ðy wedenan attre, (Ausschnitt Neunkräutersegen) | Nun haben diese 9 Kräuter Macht gegen neun, die vor Ruhm geflüchtet sind, gegen 9 Gifte und gegen neun ansteckende Krankheiten, gegen das rote Gift, gegen das faule Gift, gegen das weiße Gift, gegen das blaue Gift, (Übersetzung) |  |